# (33747) Clingan
(33747) Clingan (1999 PK4) – planetoida z grupy pasa głównego asteroid okrążająca Słońce w ciągu 5,4 lat w średniej odległości 3,08 j.a. Odkryta 14 sierpnia 1999 roku.